# 花園節孝坊
花園節孝坊位於四川省遂寧市船山區，文物遺址年代判定為清。2012年7月16日公佈為第八批四川省文物保護單位。
花園村節孝坊位於四川省遂寧市船山區老池鄉花園村。建於清同治十三年（1874），坐西向東，占地面積約60平方公尺。坊為重簷牌樓式仿木結構，四柱三間三樓，青石、紅砂石壘砌而成，主樓、邊樓坊蓋均用整塊紅砂石圓雕而成，中央寶珠頂，兩端卷尾鴟吻，四周翹角如翼，方形石柱用料粗大。面闊7.25公尺，通高10公尺。坊的豎板、額材上刻有近百幅浮雕圖案，有楷書、行書、隸書題刻十八處，聚繪畫、書法、雕刻藝術為一體，是研究清末民俗文化的重要實物資料。1987年，花園節孝坊被遂寧市人民政府公佈為市級文物保護單位。